# Карл-Еріх Утішілль
Карл-Еріх Утішілль (нім. Karl-Erich Utischill; 25 лютого 1921, Габлонц-ан-дер-Найссе — 1 вересня 2003, Баден-Вюртемберг) — німецький офіцер-підводник, оберлейтенант-цур-зее крігсмаріне.

## Біографія
16 вересня 1939 року вступив на флот. З вересня по січень 1942 року пройшов практику вахтового офіцера на підводному човні U-37. З січня 1942 року — вахтовий офіцер на U-565. В березні-травні 1943 року пройшов курс командира човна. З травня 1843 по 31 серпня 1944 року — командир U-151, з 9 квітня по 3 травня 1945 року — U-2548.

## Звання
- Кандидат в офіцери (16 вересня 1939)
- Морський кадет (1 лютого 1940)
- Фенріх-цур-зее (1 липня 1940)
- Оберфенріх-цур-зее (1 липня 1941)
- Лейтенант-цур-зее (1 березня 1942)
- Оберлейтенант-цур-зее (1 жовтня 1943)